# 최봉 (배우)
최봉(崔峰, 본명: 최용구, 본명 한자: 崔榕丘, 1923년 5월 25일 ~ 1990년 9월 1일)은 대한민국의 배우이다.

## 주요 이력
일제강점기 조선 경성부에서 출생하여 지난날 한때 일제강점기 조선 황해도 해주에서 잠시 유아기를 보낸 적이 있는 그는 1936년 14세 때 만주국 펑톈 성 펑톈 지역으로 유학을 하였으나 결국 그곳에서 중학교를 중퇴 후 1938년 16세 때 만주국 펑톈 성 펑톈에서 복싱 수업을 학습하다가 연극 분야에 상당히 매료되어 1년여만에 복싱을 그만두고 1939년 17세 때 만주국 지린 성 지린에서 악극단 "연극호" 단원으로 입단하여 연극배우 첫 데뷔하였다. 1945년 1월 3일, 일제강점기 조선 경성부에 잠시 귀국하여 연극 공연을 한 후 1945년 2월 1일을 기하여 일제강점기 조선 경성부를 떠나 만주국 지린 성지린 전역으로 다시 건너갔으며 같은 해 1945년 8월 15일 조선 광복이 도래한지 1개월이 지난 1945년 9월 6일을 기하여 조선국 자국에 영구 귀국한 이후에는 자국인 대한민국에서 연극배우 활동하였고 그 후 1956년 영화 《격퇴》의 주연으로 영화배우 데뷔하였다. 그 후 영화 150여편에 주조연 및 단역을 가리지 않으며 출연하였다. 그 이외에도 수수편의 TV 드라마 출연도 하였다.
김승호, 이예춘, 황해, 장동휘, 추봉, 김진규, 허장강, 추석양, 양일민, 박노식 등과 함께 당대 성격파 영화배우로 일컬어지는 연기자였다. 당대 유명 TV 드라마 작가인 김기팔 작가와 여러 작품을 같이 했는데 특히 1987년 KBS 2TV 드라마 작품 《욕망의 문》에서는 "에이 좁쌀같은 인간아"라는 대사를 유행시키기도 했다.

## 출연작

### 영화
- 1956년 《격퇴》
- 1961년 《해바라기 가족》
- 1968년 《카인의 후예》
- 1969년 《독짓는 늙은이》
- 1969년 《나도 인간이 되련다》
- 1988년 《성공시대》

### TV 드라마
- 1965년 형사수첩 - 백사장 살인사건 (TBC)
- 1967년 수양대군 (KBS)
- 1969년 지령3호 (TBC)
- 1980년 전원일기 (MBC)
- 1981년 제1공화국 (MBC)
- 1983년 3840 유격대 (MBC)
- 1983년 아버지와 아들 (MBC)
- 1985년 아무렴 그렇지 그렇고 말고 (MBC)
- 1986년 풀잎마다 이슬 (MBC)
- 1986년 베스트 셀러 극장 - 풍향계 (MBC)
- 1987년 함 사세요 (KBS)
- 1987년 욕망의 문 (KBS)
- 1988년 사랑의 기쁨 (KBS)
- 1989년 드라마게임 - 정희의 노래 (KBS)
- 1990년 꽃 피고 새 울면 (KBS)

## 학력
- 경성마포보통학교 졸업
- 만주국 펑톈 제2중학교 중퇴